# 신정익
신정익(申貞益, 1987년 2월 4일 ~ )은 전 KBO 리그 SK 와이번스의 투수다.

## 출신학교
- 흥무초등학교
- 경주중학교
- 경주고등학교
- 한민대학교